# Валуїджі
Валуіджі (яп. ワルイージ, Waruīji, англ. Waluigi) — вигаданий персонаж відеоігор серії Super Mario. Вперше з'явився в грі Mario Tennis. Антипод Луїджі (так само як і Варіо для Маріо).

## Опис персонажа

### Зовнішній вигляд
Ім'я «Валуіджі» — комбінація імені «Луїджі» і японського «warui» — «поганий» (дослівно «Валуіджі» перекладається як «поганий Луїджі»). Як і Варіо для Маріо, він — повна протилежність для Луїджі: він дуже високий і худий, у нього схожий на стручок перцю яскраво-рожевий ніс, відстовбурчені гострі вуха, трикутне підборіддя, що стирчить, і задерті догори майже під прямим кутом вуса, схожі на букви L. Одягнений найчастіше в темно-фіолетову сорочку, чорний комбінезон і помаранчеві черевики з гострими задертими догори носами. Найчастіше змальовується, презирливо посміхаючись.

### Уміння
Завдяки своїм довгим рукам і ногам Валуіджі добре стріляє з лука і плаває. Крім того, як і в інших персонажів, у нього є цілий набір різних атак: від простих, як то стрибки, поштовхи і стусани, до дивовижних і навіть трохи божевільних, як то швидке вертіння навколо своєї осі, що створює невеликий торнадо, створення стін з колючих рослин або ж атака батогом з шипами.